# Guillaume Sudre

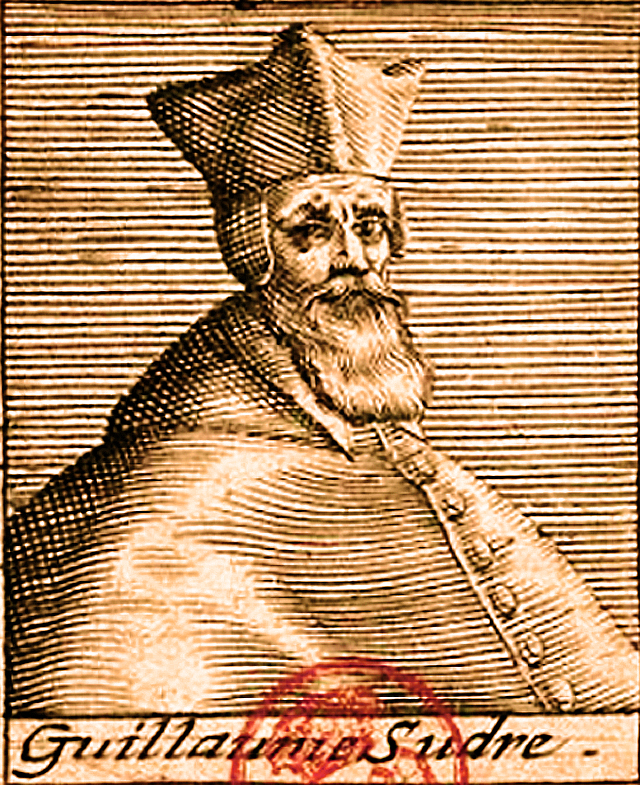
Kardinal Guillaume Sudre

Guillaume Sudre OP (auch Guilaume La Sudrie oder Guillaume de La Sudré; * in Laguenne; † 28. September 1373 in Avignon) war ein französischer Bischof und Kardinal.

## Leben
Er trat in den Orden der Dominikaner im Konvent von Brive in der Ordensprovinz Toulouse ein und erwarb einen Magistergrad der Theologie. 1348 wurde er Provinzial der Dominikaner in Toulouse. 1350 wurde er von Papst Clemens VI. nach Avignon berufen, um die Schulen des Apostolischen Palastes zu leiten. Papst Innozenz VI. ernannte ihn mit einer Bulle vom 27. August 1361 zum Bischof von Marseille.
Seine erste Handlung als Bischof war die Benediktion der drei Äbtissinnen Saint-Sauveur, Saint-Pons und Sion am 22. Mai 1362. Am 4. Juni 1365 war er bei der Krönung von Kaiser Karl IV. in Arles anwesend. Im Oktober 1365 empfing er Papst Urban V. in Marseille, als dieser die Abtei St-Victor besuchte.
Guillaume Sudre wurde am 18. September 1366 als Erster von Papst Urban V. zum Kardinalpriester von Santi Giovanni e Paolo kreiert. Daraufhin verließ er Marseille und ging nach Avignon. 1367 begleitete er den Papst nach Italien und wurde zum Kardinalbischof von Ostia e Velletri erhoben. 1369 nahm er das Glaubensbekenntnis von Johannes V., dem Kaiser von Byzanz, ab.
Er starb am 28. September 1373 in Avignon und wurde in der Dominikanerkirche bestattet.